# Lysjön, Västergötland
Lysjön är en sjö i Borås och Svenljunga kommuner i Västergötland och ingår i Viskans huvudavrinningsområde. Sjön är 20,8 meter djup, har en yta på 1,39 kvadratkilometer och befinner sig 164,2 meter över havet. Sjön avvattnas av vattendraget Lysjöån.

## Delavrinningsområde
Lysjön ingår i det delavrinningsområde (639133-133715) som SMHI kallar för Utloppet av Lysjön. Medelhöjden är 205 meter över havet och ytan är 12,77 kvadratkilometer. Det finns inga avrinningsområden uppströms utan avrinningsområdet är högsta punkten. Lysjöån som avvattnar avrinningsområdet har biflödesordning 3, vilket innebär att vattnet flödar genom totalt 3 vattendrag innan det når havet efter 95 kilometer. Avrinningsområdet består mestadels av skog (67 %). Avrinningsområdet har 1,39 kvadratkilometer vattenytor vilket ger det en sjöprocent på 10,9 %.